# Falso profeta

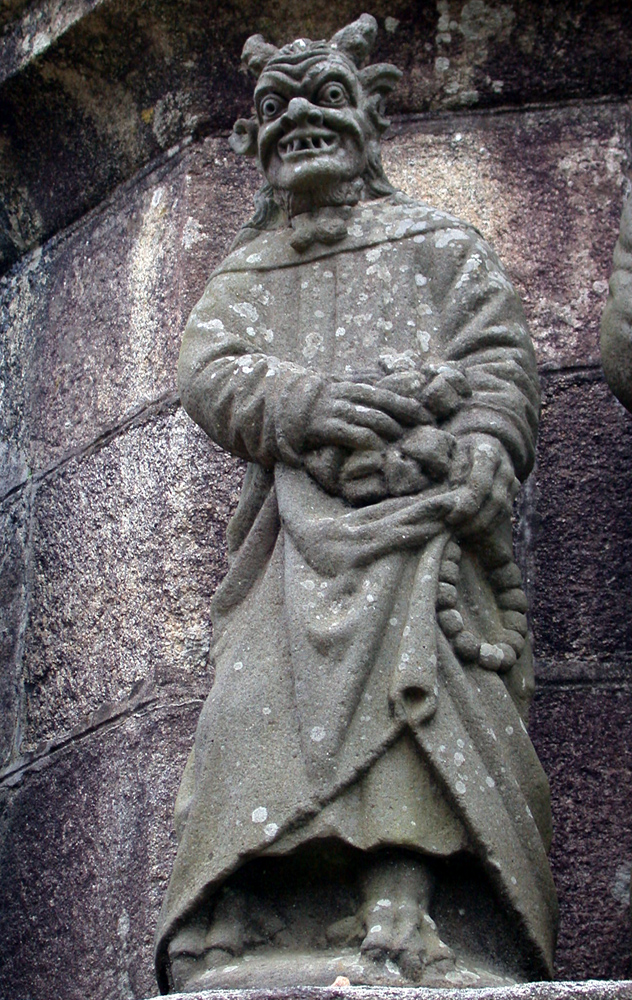
Calvário de Plougonven, in Francia: il falso profeta è influenzato dai doni demoniaci.

Falso profeta è un titolo che si dà ad una persona che illegittimamente si proclama detentrice di particolari conoscenze o messaggi divini. Il termine è a volte applicato al di fuori della religione per descrivere qualcuno che promuove fervorosamente una teoria che altri considerano falsa.
La Bibbia parla sovente di falsi profeti, ovvero di persone che, in modo improprio, attribuiscono a sé stessi il titolo di profeta, sia nell'Antico Testamento (per esempio Geremia 6:13,33:8,11-34:7,36:1,8, 13:2), sia nel Nuovo (cfr. Matteo 7,15; Luca 6,26).
Il più famoso falso profeta che la Bibbia ci presenta è quello descritto dall'Apocalisse di Giovanni.

## Nell'Antico Testamento
Nella religione ebraica, un falso profeta è colui che afferma falsamente di possedere il dono della profezia o ispirazione divina o che cerca di incutere il terrore nel nome degli idoli. Lo si riconosce perché le sue profezie non si avverano:
Anche Dio, però, sembra servirsi di falsi profeti. I Libri dei Re narrano la storia in cui il profeta Michea, richiesto da Acab, descrive Dio che si consulta con i suoi angeli chiedendo chi di loro eseguirà la sua decisione di portare alla rovina l'empio Acab. La storia è raccontata in 1 Re 22:19-23:
Michea disse: "Per questo, ascolta la parola del Signore. Io ho visto il Signore seduto sul trono; tutto l'esercito del cielo gli stava intorno, a destra e a sinistra. Il Signore ha domandato: Chi ingannerà Acab perché muova contro Ramot di Gàlaad e vi perisca?
"Chi ha risposto in un modo e chi in un altro. Infine si è fatto avanti uno spirito che - postosi davanti al Signore - ha detto: Lo ingannerò io.
Il Signore gli ha domandato: Come?
Ha risposto: Andrò e diventerò spirito di menzogna sulla bocca di tutti i suoi profeti.
"Quegli ha detto: Lo ingannerai senz'altro; ci riuscirai; va' e fa' così.
Ecco, dunque, il Signore ha messo uno spirito di menzogna sulla bocca di tutti questi tuoi profeti; ma il Signore a tuo riguardo preannunzia una sciagura".
È possibile che Michea intendesse descrivere i falsi profeti come una prova da Yahweh. È anche possibile che intendesse deridere i profeti di Acab, come Sedecìa, figlio di Chenaana.
La punizione per la falsa profezia è quella capitale (secondo Deuteronomio 18:20).
Il falso profeta si distingue da quello vero anche per il timore reverenziale di servire Dio e rivelare una verità scomoda davanti ai ricchi e potenti (es. Michea in 2 Cronache 18).
In conclusione, gli standard biblici per i falsi profeti affermano chiaramente che è proibito parlare in nome di un dio che non sia Yahweh. Similmente, se un profeta fa una profezia in nome di Yahweh che poi non si avvera, quello è un altro segno che tale profeta non è stato commissionato da Dio e il popolo non deve temere il falso profeta. 

## Nell'Apocalisse
Nell'Apocalisse di Giovanni il Falso profeta (o Bestia della terra) è una misteriosa creatura mitologica.
La creatura viene prima introdotta come Bestia della terra (Ap. 13,11) per distinguerla da quella introdotta appena prima (Ap. 13,1) e che viene comunemente chiamata Bestia del mare. Nel seguito si spiega che essa è un falso profeta (Ap. 16,13; 19,20 e 20,10).

### Descrizione
La bestia viene così descritta (Ap. 13,11-18):
- sale dalla terra;
- ha due corna, simili a quelle di un agnello o capra;
- parla come un drago.

Viene presentata sempre insieme alla Bestia del mare insieme alla quale sarà gettata nello stagno di fuoco e zolfo in seguito alla vittoria finale delle armate celesti mandate da Dio (Ap. 20,10).

### Interpretazione
È sempre particolarmente difficile comprendere a chi o a che cosa si riferisse Giovanni nel descrivere questa ed altre creature. Non aiuta certamente il genere letterario tipico dell'Apocalisse.
Possono essere comunque utili queste osservazioni:
- è una bestia del male che combatte ed alla fine viene vinta dalle forze del bene;
- all'apparenza può ingannare: per certi aspetti assomiglia ad un agnello e per altri ad un drago; si presenta come profeta (= uno che parla a nome di Dio) ma non lo è;
- durante il medioevo la figura del Falso Profeta venne associata a Maometto.

## Altro ancora
Il termine greco Koinè pseudoprophetes lo si trova nel Septuaginta Geremia 6:13,33:8,11-34:7,36:1,8, 13:2, Flavio Giuseppe Antichità giudaiche 8-13-1,10-7-3, La guerra giudaica 6-5-2, e Filone d'Alessandria Leggi specifiche 3:8. Gli scrittori classici pagani usano il termine pseudomantis.